# Chaetonerius fuelleborni
Chaetonerius fuelleborni är en tvåvingeart som beskrevs av Günther Enderlein 1922. Chaetonerius fuelleborni ingår i släktet Chaetonerius och familjen Neriidae.
Artens utbredningsområde är Tanzania. Inga underarter finns listade i Catalogue of Life.